# Bahubali
Bahubali var en historisk furste i Indien och är en karaktär inom Jainism. Han är mest känd som förebild för Ashoka som erövrade Indiens mäktigaste imperium.